# Sailana

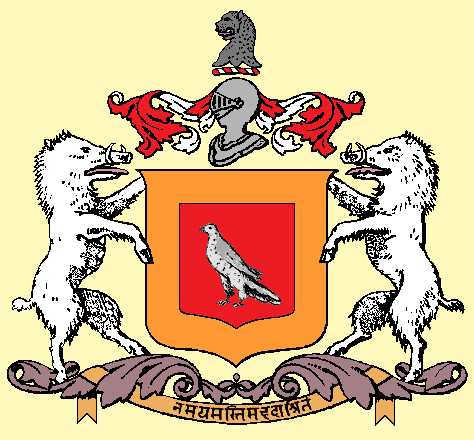
Escut

Sailana fou un estat tributari protegit a l'agència de Malwa a l'Índia central. La capital és Sailana (apareix a vegades com a Shailana) que vol dir "boca dels turons" (anana = boca, shaila = turons).

## Geografia
La superfície era de 1.165 km² dels quals la meitat havien estat concedits en jagir i altres tinences. Estava completament barrejat amb Ratlam de manera que es podia trobar un poble d'un dels estats, el següent de l'altre i així. També hi havia trossos de territori a Gwalior, Indore, Dhar, Jhabua, Jaora, Banswara i Kushalgarh. L'únic riu destacat era el Mahi que passava per les terres occidentals.

## Població
La població de l'estat era:
- 1881: 29.723
- 1891: 31.512
- 1901: 25.731
- 1931: 35.223

Els hindús eren el 67% i els animistes (bhils) eren més de sis mil, els musulmans més de mil i els jains prop de mil. Hi havia 96 pobles i una ciutat, Sailana, amb 4255 habitants. El dialecte malwi era parlat pel 78% de la població i el bhili pel 15%. castes i tribus principals eren els kunbis, rajputs i bhils.

## Administració i govern
L'estat estava dividit en quatre seccions: la capital i rodalia, i els districtes de Bhilpank, Bangrod i Raoti.
El govern estava en mans del raja ajudat per un diwan. Tenia autoritat total en matèria civil i limitada en matèria criminal i les sentències de deportació, cadena perpètua i mort requerien confirmació de l'agent del governador general.

## Segells i monedes
Va emetre segells de Court Fee i Revenue el 1945.
La moneda britànica de l'Índia era la legal a l'estat, però fins al 1897 les monedes locals anomenades Salun shahi (de Partabgarh) van estar en ús. Monede de coure es va encunyar a Baramawal i Sailana, però la primera es va tancar el 1881 i la segona uns anys més tard.

## Exèrcit i policia
L'estat tenia un exèrcit el 1900 de 162 cavallers (guàrdia reial) i 278 infants, a més de 5 canons amb 15 artillers.
La policia fou organitzada regularment el 1899.

## Història
Els sobirans eren rajputs rathors de la branca o clan Ratanavat, i una branca de la nissaga de Ratlam. Sailana (Raoti) era part de Ratlam fins al 1730 (excepte de 1706 a 1717 que fou l'estat anomenat de Raoti)
A la mort de Chhatarsal, fill de Ratan Singh de Ratlam, el seu germà Pratap Singh va rebre l'estat de Raoti. L'antic estat unificat de Ratlam va quedar dividit en tres parts: Kesho Das, nebot de Chhatarsal, governava Sitamau concedit per l'emperador Aurangzeb el 1701; el germà de Chhatarsal, Kesri Singh, va governar a Dharad i Dhamnod (el Ratlam propi); i l'altre germà, Pratap Singh a Raoti. El 1716 Pratap va derrotar i matar a Kesri Singh i va esdevenir maharajà de Dharad, Dhamnod i Raoti. El 1717 Jai Singh, segon fill de Kesri Singh, va matar a Pratap com a revenja. L'emperador va afavorir la pretensió de Man Singh, fill gran de Kesri Singh, a tot l'estat i el 1717 li va reconèixer Dharad i Dhamnod i Raoti; Man Singh va establir la capital de Dharad i Dhamnod a Ratlam i va concedir al seu germà Jai Singh l'estat de Raoti el 1730; aquest va fundar Sailana com a nova capital el 1736.
Durant l'organització de Malwa pels britànics el 1819 el raja Lachhman Singh va rebre, amb la mediació de Sir John Malcolm, una concessió de Daulat Rao Sindhia, per la qual l'estat de Gwalior no podria interferir en els afers interns de Sailana però rebria un tribut de 23.000 rupies. El 1850 amb Dule Singh com a menor d'edat, l'estat va passar sota administració britànica però el 1857 durant el motí, fou confiat a la vídua de l'anterior raja que va ser lleial al govern. El 1860 el pagament del tribut a Gwalior va ser transferit al govern britànic. El 1881 l'estat va renunciar als tributs per trànsit i per la sal, i en compensació va rebre el 1883 un pagament anual de 412 rupies. Un acord de 1887 entre Ratlam i Sailana pel qual els soldats del segon exercirien els drets de duana al seu territori; Ratlam, que abans tenia aquest dret, fou compensat amb un pagament anual de 6.000 rupies; el mateix any foren abolides totes les taxes de trànsit comercial excepte l'opi. El 1895 va pujar al tron l'adoptat Raja Jaswant Singh. El 1899-1900 l'estat fou assolat per una gran fam. Va accedir a l'Índia el 1947 i es va fusionar el 15 de juny de 1948.
L'estat tenia concedits deu grans jagirs a caps rajputs rathors emparentats amb la casa reial. El títol del sobirà era raja i tenia sanad d'adopció (des de 1862) i salutació d'11 canonades.

## Llista de rages
- 1730 - 1757 Jai Singh
- 1757 - 1772 Jaswant Singh (fill)
- 1772 - 1782 Ajab Singh (germà)
- 1782 - 1797 Mokham Singh (fill)
- 1797 - 1826 Lakshman Singh (fill)
- 1826 - 1827 Ratan Singh (fill)
- 1827 - 1842 Nahar Singh (cosí, fill d'un germà de Lakhsman Singh)
- 1842 - 1850 Takhat Singh (fill)
- 1850 - 1895 Duleh Singh (fill)
- 1895 - 1919 Jashwant Singh (adoptat, fill de Maharajà Bhawani Singhji, Jagirdar de Semlia)
- 1919 - 1948 Dhalip Singh (fill, + 1961)

## Bandera
Triangular vermella, amb l'escut brodat en colors al centre.